# Cuesta Blanca (Granada)
Cuesta Blanca es una localidad española perteneciente al municipio de Loja, en la provincia de Granada (comunidad autónoma de Andalucía). Está situada en la parte occidental de la comarca de Loja. Cerca de esta localidad se encuentran los núcleos de Riofrío, La Palma y Venta del Rayo.
Se trata de una población de disposición lineal, paralela a la autovía A-92. Resulta singular la uniformidad de sus construcciones rurales cuidadosamente encaladas según puede deducirse de la toponimia del propio anejo.